# 曾我廼家十吾
曾我廼家 十吾（そがのや じゅうご、1891年（明治29年）12月4日 - 1974年（昭和49年）4月7日）は、上方の喜劇役者、喜劇作家、演出家。本名は西海文吾。ペンネームは「茂林寺文福」。橘小学校中退。
“そがのや とうご”の読み方をさせたこともある。

## 来歴・人物
1891年、兵庫県神戸市に生まれる。1899年に俄の大門亭大蝶の門下で大門亭文蝶の名で神戸橘座で初舞台。1902年に来阪、1906年に曾我廼家十郎に再入門し曾我廼家文福と改名、1912年に娯楽会の頭取やったりするなど以降劇団を転々としたり一座を作ったりする。1924年に永井茶釜とのコンビで文福茶釜一座を結成し主に九州一体で活動、1927年に曾我廼家十吾と改名し、翌1928年に松竹家庭劇を設立した。1948年には松竹新喜劇の設立に参加。その後は一度再び松竹家庭劇を結成したが、解散後松竹新喜劇にゲスト出演した。1974年4月7日、82歳で死去。
老婆役を得意としていた。
現役の弟子に曾我廼家文童がいる。

## ギャラリー

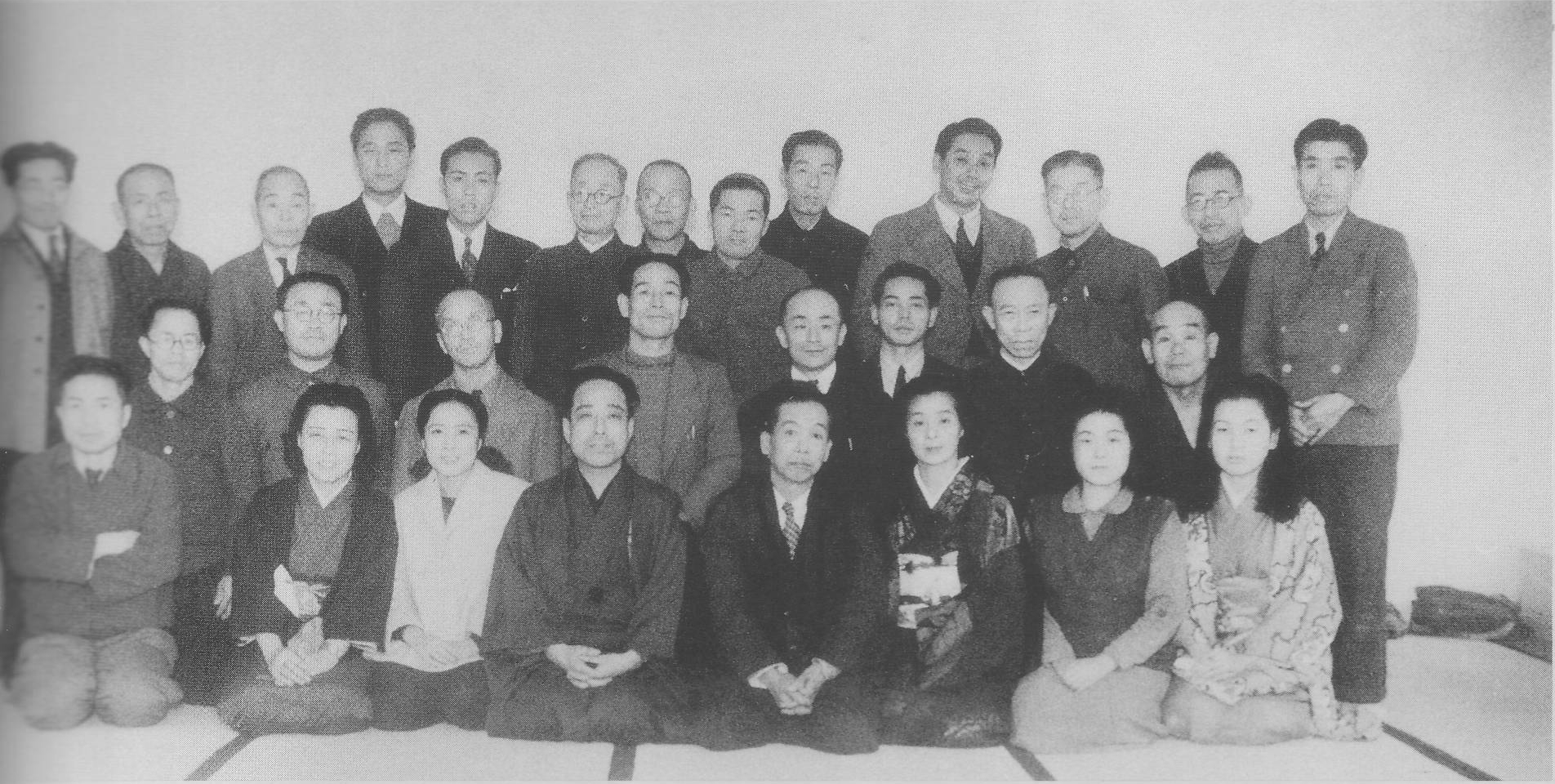
結成当時の松竹新喜劇メンバー。前列左から5人目が十吾（1948年）
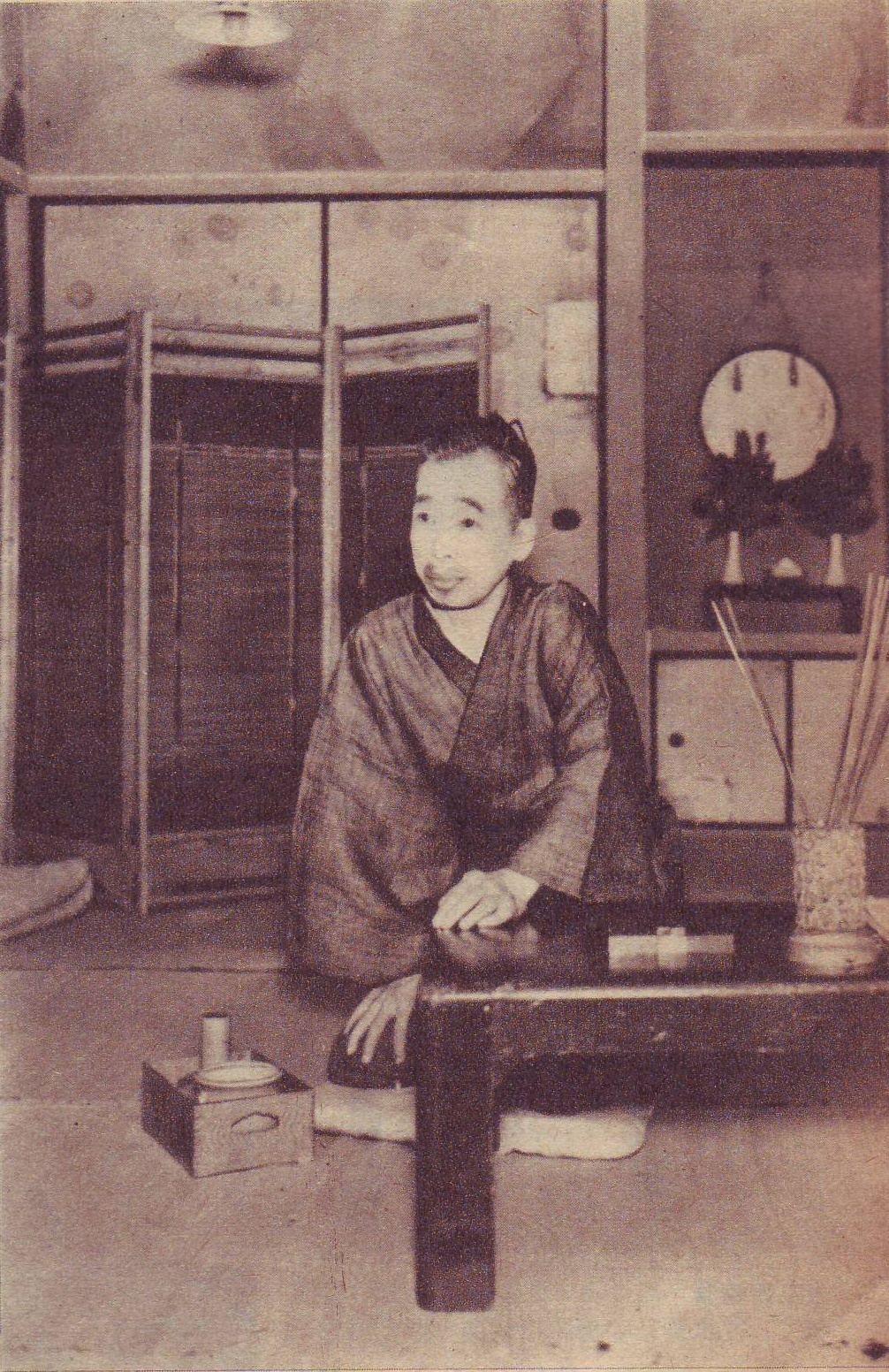
松竹新喜劇『貧富二筋道』の易者寺田周三 （1955年7月、大阪歌舞伎座）

## 主な受賞
- 大阪府民劇場賞（1955年）